# Marie Kristýna Rakouská (1574–1621)
Marie Kristýna Rakouská (německy Maria Christierna Erzherzogin von Österreich (10. listopadu 1574, Štýrský Hradec – 6. dubna 1621, Hall in Tirol) byla princezna Habsburské dynastie, arcivévodkyně rakouská, kněžna Sedmihradská, řeholnice a abatyše řádu sester Srdce Ježíšova v Hallu v Tyrolsku.

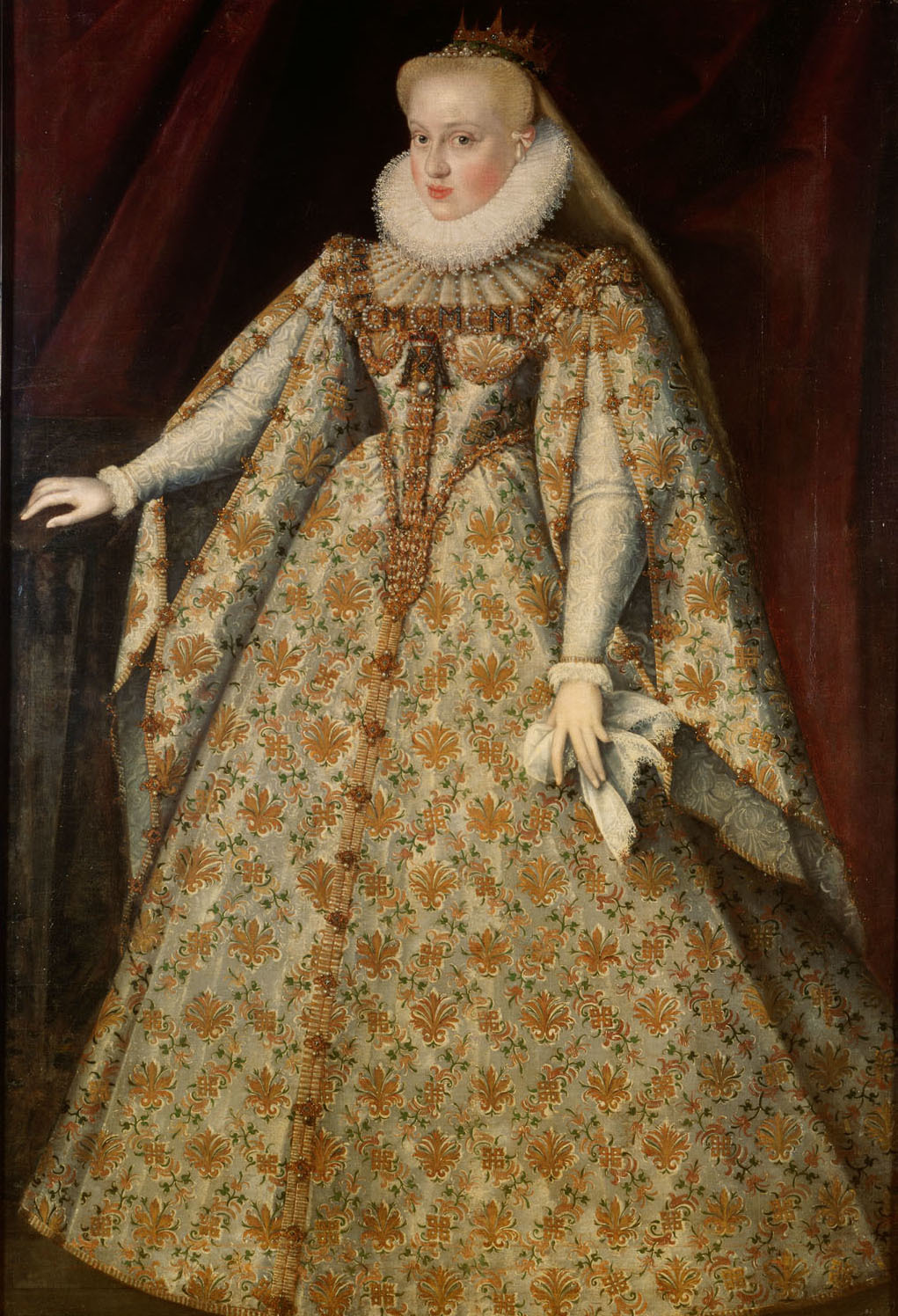
Ottavio Zanuoli: Marie Kristýna jako kněžna sedmihradská, asi 1595

## Život
Narodila se 10. listopadu 1574 ve Štýrském Hradci jako třetí z patnácti dětí arcivévody Karla II. Štýrského, syna císaře Ferdinanda I., a Marie Anny Bavorské. Byla vychovávána svou matkou a prarodiči v Grazu, ve Vídni a v Mnichově. Naučila se dobře číst i psát německy a latinsky, učila se také ručním pracím, hudbě a tanci.
Uherští magnáti naléhali na vládnoucího knížete Sedmihradska Zikmunda Báthoryho, aby se oženil s některou habsburskou princeznou a posílil tak politické svazky Rakouské monarchie. Sedmihradsko bylo dosud vazalem osmanského Turecka, proto si také císař Rudolf II. od takového politického sňatku sliboval strategické spojenectví a povýšil Zikmunda do stavu říšských hrabat.

### Zásnuby
Zikmund si při návštěvě hradu ve Štýrském Hradci roku 1593 údajně podle tří portrétů štýrských princezen-sester vybral Marii Kristýnu. Velmi pravděpodobně mu k výběru posloužil portrét reprodukovaný zde v infoboxu. Marie Kristýna i podle hodnocení současníků byla ze sester nejkrásnější a v oblékání vždy elegantní.
Dne 7. února 1595 po svolení císaře a své matky přijala Marie Kristýna v Grazu prostřednictvím Štěpána Bocskaye formální návrh k sňatku. O měsíc později byla sjednána svatební smlouva a věno. 15. června 1595 nevěsta opustila Štýrský Hradec v doprovodu své matky, štýrského knížete–biskupa z Lavantu Georga Stöbause a 6000 jezdců vedených komturem Řádu německých rytířů Antonem von Riedesel. Již v Bratislavě a podruhé Košicích Marie Kristýna onemocněla horečkou, která zdržela její cestu o další měsíc. V Košicích se k doprovodu připojil ostřihomský biskup Miklóš Telegdi. 

### Sňatek

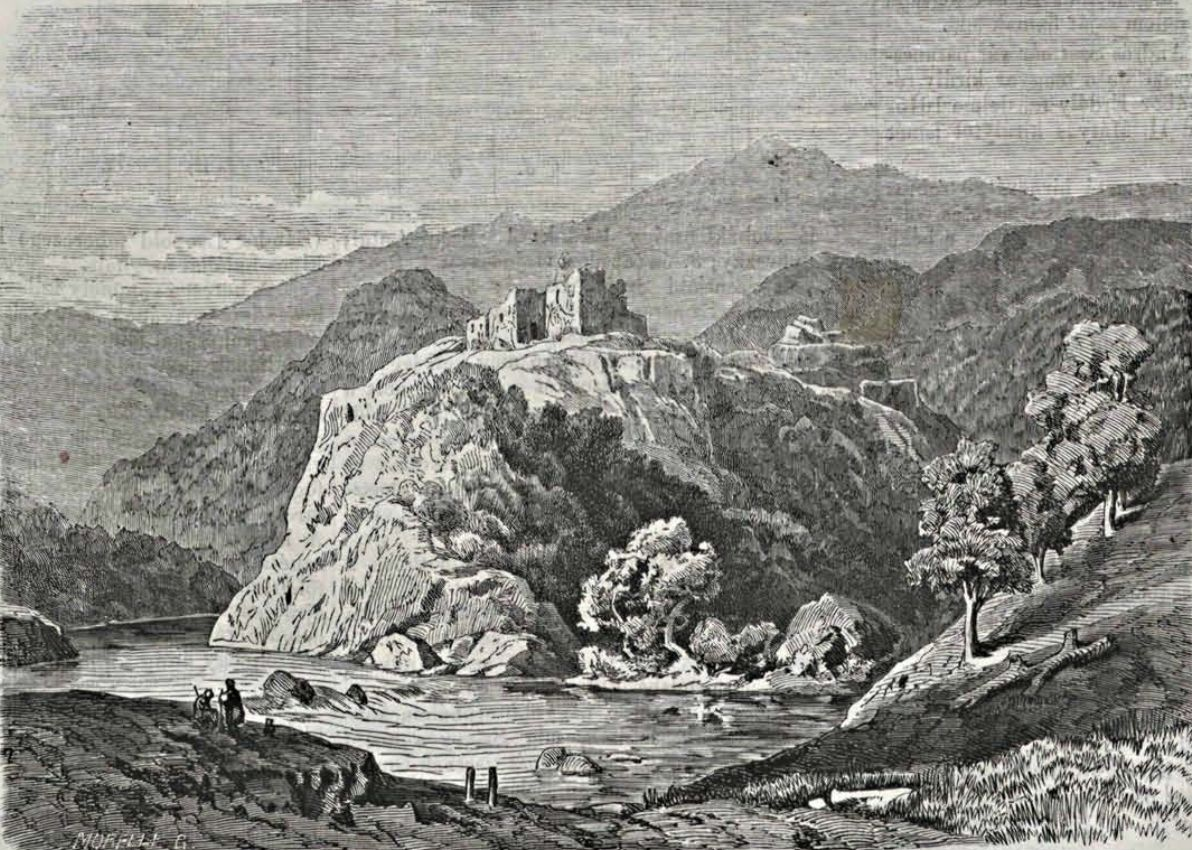
Ruiny pevnosti Kövár vára (Chioár) v Karpatech, kde byla Marie Kristýna dvakrát vězněna; litografie z roku 1869

Sňatek se konal 6. srpna 1595 v katedrále sedmihradského hlavního města Weissenburg, snoubence oddával papežský nuncius, přisluhovali Martin Pethe - biskup z Oradey (v zastoupení císaře Rudolfa II.) a biskup ze Seckau. Tímto aktem se Marie Kristýna stala kněžnou a přestěhovala se do Sedmihradska. Jako svatební dar dostala Marie Kristýna mimo jiné hrad Fogáras (Făgăraș) v okrese Brašov.
Zikmund po katastrofální svatební noci odmítl dovršit manželství a poslal svou ženu do horské pevnosti Kővár vára (Chioár), kde byla do 18. dubna 1598 vězněna a teprve po Zikmundově abdikaci 29. srpna 1598 na žádost místní šlechty vybrána na sedmihradský trůn. Nicméně její vláda byla nominální, protože fakticky vládl zástupce císaře Rudolfa II. Když 20. srpna 1598 Zikmund znovu získal trůn, zdánlivě se s manželkou smířil, avšak poslal ji znovu do pevnosti.
Když Zikmund v březnu roku 1599 abdikoval podruhé, Marie ho směla opustit a v dubnu se vrátila do Rakouska. Dne 17. srpna 1599 papež Klement VIII. manželství rozvedl.

### Klášter
Marie Kristýna roku 1607 společně se svou sestrou Eleonorou a s věnem deset tisíc zlatých vstoupila do kláštera šlechtičen řádu Srdce Ježíšova v Hallu v Tyrolsku, kde platila přísná klauzura, sestry jeho zdi už nikdy neopustily. O jejich zdraví pečoval lékař Hippolyt Guarinoni. Roku 1612 zde Marie byla zvolena abatyší. Zemřela roku 1621, rok po své sestře. Byla pohřbena do chrámové krypty.

## Tituly a oslovení
- 10. listopadu 1574 - 6. srpna 1595: Její Jasnost arcivévodkyně a princezna Marie Kristýna Rakouská, princezna uherská, česká a štýrská
- 6. srpna 1595 - 17. srpna 1599: Její Jasnost kněžna Sedmihradska, arcivévodkyně a princezna rakouská, princezna uherská, česká a štýrská
- 17. srpna 1599 - 6. dubna 1621: Její Jasnost arcivévodkyně a princezna Marie Kristýna Rakouská, princezna uherská, česká a štýrská

## Vývod předků
|                            |                         |  |                       |                            |  |  |  |  |  |  |  | Maximilián I. Habsburský |
|                            |                         |  |                       |                            |  |  |  |  |  |  |  |                          |
|                            | Filip I. Sličný         |  |                       |                            |  |  |  |  |  |  |  |                          |
|                            |                         |  |                       |                            |  |  |  |  |  |  |  |                          |
|                            |                         |  |                       | Marie Burgundská           |  |  |  |  |  |  |  |                          |
|                            |                         |  |                       |                            |  |  |  |  |  |  |  |                          |
|                            | Ferdinand I. Habsburský |  |                       |                            |  |  |  |  |  |  |  |                          |
|                            |                         |  |                       |                            |  |  |  |  |  |  |  |                          |
|                            |                         |  |                       | Ferdinand II. Aragonský    |  |  |  |  |  |  |  |                          |
|                            |                         |  |                       |                            |  |  |  |  |  |  |  |                          |
|                            | Jana I. Kastilská       |  |                       |                            |  |  |  |  |  |  |  |                          |
|                            |                         |  |                       |                            |  |  |  |  |  |  |  |                          |
|                            |                         |  |                       | Isabela Kastilská          |  |  |  |  |  |  |  |                          |
|                            |                         |  |                       |                            |  |  |  |  |  |  |  |                          |
|                            | Karel II. Štýrský       |  |                       |                            |  |  |  |  |  |  |  |                          |
|                            |                         |  |                       |                            |  |  |  |  |  |  |  |                          |
|                            |                         |  |                       | Kazimír IV. Jagellonský    |  |  |  |  |  |  |  |                          |
|                            |                         |  |                       |                            |  |  |  |  |  |  |  |                          |
|                            | Vladislav Jagellonský   |  |                       |                            |  |  |  |  |  |  |  |                          |
|                            |                         |  |                       |                            |  |  |  |  |  |  |  |                          |
|                            |                         |  |                       | Alžběta Habsburská         |  |  |  |  |  |  |  |                          |
|                            |                         |  |                       |                            |  |  |  |  |  |  |  |                          |
|                            | Anna Jagellonská        |  |                       |                            |  |  |  |  |  |  |  |                          |
|                            |                         |  |                       |                            |  |  |  |  |  |  |  |                          |
|                            |                         |  |                       | Gaston II. de Foix-Candale |  |  |  |  |  |  |  |                          |
|                            |                         |  |                       |                            |  |  |  |  |  |  |  |                          |
|                            | Anna z Foix             |  |                       |                            |  |  |  |  |  |  |  |                          |
|                            |                         |  |                       |                            |  |  |  |  |  |  |  |                          |
|                            |                         |  |                       | Kateřina z Foix            |  |  |  |  |  |  |  |                          |
|                            |                         |  |                       |                            |  |  |  |  |  |  |  |                          |
| 'Marie Kritstýna Rakouská' |                         |  |                       |                            |  |  |  |  |  |  |  |                          |
|                            |                         |  |                       |                            |  |  |  |  |  |  |  |                          |
|                            |                         |  | Albrecht IV. Bavorský |                            |  |  |  |  |  |  |  |                          |
|                            |                         |  |                       |                            |  |  |  |  |  |  |  |                          |
|                            | Vilém IV. Bavorský      |  |                       |                            |  |  |  |  |  |  |  |                          |
|                            |                         |  |                       |                            |  |  |  |  |  |  |  |                          |
|                            |                         |  |                       | Kunhuta Habsburská         |  |  |  |  |  |  |  |                          |
|                            |                         |  |                       |                            |  |  |  |  |  |  |  |                          |
|                            | Albrecht V. Bavorský    |  |                       |                            |  |  |  |  |  |  |  |                          |
|                            |                         |  |                       |                            |  |  |  |  |  |  |  |                          |
|                            |                         |  |                       | Filip I. Bádenský          |  |  |  |  |  |  |  |                          |
|                            |                         |  |                       |                            |  |  |  |  |  |  |  |                          |
|                            | Jakobea z Badenu        |  |                       |                            |  |  |  |  |  |  |  |                          |
|                            |                         |  |                       |                            |  |  |  |  |  |  |  |                          |
|                            |                         |  |                       | Alžběta Falcká             |  |  |  |  |  |  |  |                          |
|                            |                         |  |                       |                            |  |  |  |  |  |  |  |                          |
|                            | Marie Anna Bavorská     |  |                       |                            |  |  |  |  |  |  |  |                          |
|                            |                         |  |                       |                            |  |  |  |  |  |  |  |                          |
|                            |                         |  |                       | Filip I. Sličný            |  |  |  |  |  |  |  |                          |
|                            |                         |  |                       |                            |  |  |  |  |  |  |  |                          |
|                            | Ferdinand I. Habsburský |  |                       |                            |  |  |  |  |  |  |  |                          |
|                            |                         |  |                       |                            |  |  |  |  |  |  |  |                          |
|                            |                         |  |                       | Jana I. Kastilská          |  |  |  |  |  |  |  |                          |
|                            |                         |  |                       |                            |  |  |  |  |  |  |  |                          |
|                            | Anna Habsburská         |  |                       |                            |  |  |  |  |  |  |  |                          |
|                            |                         |  |                       |                            |  |  |  |  |  |  |  |                          |
|                            |                         |  |                       | Vladislav Jagellonský      |  |  |  |  |  |  |  |                          |
|                            |                         |  |                       |                            |  |  |  |  |  |  |  |                          |
|                            | Anna Jagellonská        |  |                       |                            |  |  |  |  |  |  |  |                          |
|                            |                         |  |                       |                            |  |  |  |  |  |  |  |                          |
|                            |                         |  |                       | Anna z Foix a Candale      |  |  |  |  |  |  |  |                          |
|                            |                         |  |                       |                            |  |  |  |  |  |  |  |                          |